# 102-й гвардейский истребительный авиационный полк ПВО
102-й гвардейский истребительный авиационный Выборгский полк ПВО (102-й гв. иап ПВО) — воинская часть Военно-воздушных сил (ВВС) Вооружённых Сил РККА, принимавшая участие в боевых действиях Великой Отечественной войны.

## Наименования полка
За весь период своего существования полк несколько раз менял своё наименование:
- 124-й истребительный авиационный полк ПВО;
- 102-й гвардейский истребительный авиационный полк;
- 102-й гвардейский истребительный авиационный полк ПВО;
- 102-й гвардейский истребительный авиационный Выборгский полк ПВО;
- Полевая почта 55750.

## Создание полка
102-й гвардейский истребительный авиационный полк ПВО образован 7 июля 1943 года путём переименования 124-го истребительного авиационного полка ПВО в гвардейский за образцовое выполнение боевых задач и проявленные при этом мужество и героизм на основании Приказа НКО СССР.

## Расформирование полка
102-й гвардейский истребительный авиационный Выборгский полк ПВО в связи со значительным сокращением Вооружённых Сил 8 июля 1960 года был расформирован.

## В действующей армии
В составе действующей армии:
- с 7 июля 1943 года по 15 октября 1944 года.

## Командиры полка
- гвардии подполковник Трунов Михаил Григорьевич, 07.07.1943 — 11.06.1944
- гвардии майор, подполковник Пронин Александр Георгиевич[3], 11.06.1944 — 12.1947

## В составе соединений и объединений
| Период        | Фронт (округ)        | Район                                   | Корпус ПВО (Дивизия ПВО)                              | примечание             |
| ------------- | -------------------- | --------------------------------------- | ----------------------------------------------------- | ---------------------- |
| 07.07.1943 г. | ПВО страны           | Ленинградская армия ПВО                 | 2-й гвардейский истребительный авиационный корпус ПВО | Аэрокобра              |
| 10.06.1945 г. | Московский округ ПВО | Ленинградская армия ПВО                 | 2-й гвардейский истребительный авиационный корпус ПВО | Аэрокобра, Спитфайр-IX |
| 01.04.1949 г. | Московский округ ПВО | 25-я воздушная истребительная армия ПВО | 44-й истребительная авиационная дивизия ПВО           | Спитфайр-IX            |

## Участие в операциях и битвах
- Ленинградско-Новгородская операция
  - Красносельско-Ропшинская операция
  - Новгородско-Лужская операция
  - Кингисеппско-Гдовская операция
  - Старорусско-Новоржевская операция

## Почётные наименования
- 102-му гвардейскому истребительному авиационному полку 2 июля 1944 года за отличие в боях с немецко-финскими захватчиками при прорыве линии Маннергейма и овладении городом и крепостью Выборг присвоено почётное наименование «Выборгский»[5]

## Благодарности Верховного Главнокомандующего
- за отличие в боях за овладение столицей Эстонской ССР городом Таллин[6]
- за отличие в боях за овладение островом Сааремаа[7]

## Лётчики-асы полка
| Фамилия, имя отчество         | Награды | Сбито самолётов (+ в группе) | Примечание                                                                        |
| ----------------------------- | ------- | ---------------------------- | --------------------------------------------------------------------------------- |
| Кузьменко Никифор Никифорович |         | 5 + 1                        | Лётчик полка: июнь 1941 - май 1944 года. Боевых вылетов: 403; воздушных боев: 47. |

## Статистика боевых действий
Всего за годы Великой Отечественной войны полком:
| Выполнено боевых вылетов | Проведено воздушных боев | Сбито самолётов в воздухе |
| ------------------------ | ------------------------ | ------------------------- |
| 5497                     | 188                      | 73                        |

Свои потери:
| Потеряно самолётов, всего | Погибло лётчиков всего |
| ------------------------- | ---------------------- |
| 46                        | 30                     |

| МиГ-17 | МиГ-15 | МиГ-17 |

## Самолёты на вооружении
| Период      | Самолёты    |
| ----------- | ----------- |
| 1940 — 1941 | И-16        |
| 1941 — 1943 | МиГ-3       |
| 1943 — 1946 | Аэрокобра   |
| 1945 — 1950 | Спитфайр IX |
| 1950 — 1955 | МиГ-15      |
| 1955 — 1960 | МиГ-17      |